# Luanchuanraptor
Luanchuanraptor is een geslacht van theropode dinosauriërs, behorend tot de groep van de Maniraptora, dat tijdens het Late Krijt leefde in het gebied van het huidige China.

## Naamgeving en vondst
De typesoort Luanchuanraptor henanensis werd in 2007 beschreven door Lü Junchang, Xu Li, Zhang Xingliao, Ji Qiang, Jia Songhai, e.a. De geslachtsnaam verwijst naar de Luanchuan-regio en verbindt deze met het Latijnse woord voor "rover", raptor, een aanduiding die aan veel Eumaniraptora gegeven wordt in navolging van de naam van Velociraptor; de soortaanduiding naar de provincie Henan. 
Het fossiel, holotype 4HIII-0100, is in Henan gevonden in lagen van de Qiupaformatie waarvan de stratificatie onzeker is maar die wellicht dateren uit het Campanien. Het bestaat uit een stuk linkervoorhoofdsbeen, vier losse tanden uit de linkerbovenkaak, de achterkant van de schedel, een halswervel, twee nekribben, twee ruggenwervels, een rib, zeventien staartwervels, vier chevrons, de linkerschoudergordel, de rechterbovenarm, een eerste kootje van de eerste vinger, een handklauw, delen van het bekken en de schacht van het linkerdijbeen. Het gaat wellicht om een vrij jong dier.

## Beschrijving

### Grootte en onderscheidende kenmerken
Luanchanraptor is een vrij kleine soort. Gregory S. Paul schatte in 2010 de lengte op 1,1 meter, het gewicht op tweeënhalve kilogram. 
De beschrijvers wisten enkele onderscheidende kenmerken vast te stellen. De voorste gewrichtsuitsteeksels van de achterste staartwervels zijn even lang als de wervellichamen. De achterste staartwervels hebben doornuitsteeksels en groeven over de onderkant en zijn dus niet grotendeels glad, een basaal kenmerk. De chevrons van de achterste staarwervels hebben aan de bovenkant van hun basis langwerpige uitsteeksels. Aan de binnenkant van het ravenbeksbeen bevindt zich een diepe uitholling. De deltopectorale kam beslaat meer dan de helft van de schacht van het opperarmbeen.

### Skelet
Uit het gevonden voorhoofdsbeen blijkt dat het schedeldak breed is, wat gezien werd als een aanwijzing voor een mate van stereoscopisch zicht. De tanden zijn niet ingesnoerd en hebben vierentwintig kartelingen per vijf strekkende millimeter op de achterste snijrand.
De achterste halswervels zijn gedeeltelijk gekield en hebben pleurocoelen, met daaronder althans soms een extra pneumatische opening. Ook de ruggenwervels hebben, ronde, pleurocoelen, met een extra opening bij de basis van de vrij dikke hypapofyse, de verdikte voorste onderrand. De voorste staartwervels hebben geen pleurocoelen maar wel uithollingen nabij de voorrand en achterrand van de onderkant. Althans het uiteinde van de staart is enigszins verstijfd, met langere voorste dan achterste gewrichtsuitsteeksels. De chevrons van de middenstaart zijn niet speciaal verlengd en hebben geen lengtegroeve op de onderkant. Daarentegen steekt de onderkant in zijaanzicht ook niet puntig naar beneden uit. De voorste en achterste uitsteeksels van het onderste uiteinde hebben ieder drie takken.
Het schouderblad is smal, nauwelijks verbreed aan het bovenste uiteinde. Het rechthoekige ravenbeksbeen heeft schuin onder en achter het foramen coracoideum een diepe uitholling op de binnenwand, net als bij sommige exemplaren van Deinonychus.
Het bewaarde rechteropperarmbeen heeft een overdwars verbrede middenschacht. Dit is uitzonderlijk en werd verklaard als een pathologie. De deltopectorale kam is matig uitstekend maar strekt zich over de bovenste helft van de schacht uit in plaats van het bovenste derde tot vierde deel zoals meestal bij dromaeosauriden. De binnenhoek van de bovenzijde is sterk ontwikkeld. Het bewaarde kootje is dun en wellicht het eerste van de eerste vinger. De gevonden klauw is matig gekromd en heeft geen lipvormig uitsteeksel aan de bovenste basis.
In het bekken heeft het darmbeen een licht bol bovenprofiel. Het achterblad is wat langer dan het voorblad en eindigt in een geleidelijk versmallende punt. Het voorblad heeft een afhangende haakvormige punt en daarachter een groeve in de onderrand voor de musculus cuppedicus. Ook het achterblad heeft zo'n groeve, ondiep en breed, voor de musculus cuadofemoralis brevis. Het zijvlak van het darmbeen is hol; er bevindt zich geen horizontale richel boven het heupgewricht. Het aanhangsel voor het schaambeen is breder dan dat voor het zitbeen en steekt verder naar beneden uit. Het schaambeen steekt schuin naar achteren, zoals bij alle dromaeosauriden. Het onderste twee derden deel van de schacht heeft een holle achterrand; over dezelfde lengte zijn de schaambeenderen verbonden door een beenschort. De uiteinden van de schaambeenderen eindigen niet in een "voet": aan de voorzijde noch achterzijde is er een uitsteeksel. Het boveneinde van het schaambeen heeft een uitholling op de zijkant; het raakvlak met het darmbeen is driehoekig.
Het dijbeen is slecht bekend; het heeft een duidelijke vierde trochanter, aanhechting voor de musculus caudofemoralis longus, de staartspier die de achterpoot naar achteren trekt.

## Fylogenie
Luanchuanraptor behoort meer bepaaldelijk tot de Dromaeosauridae en is het eerste lid van die groep dat in Azië gevonden is buiten het gebied van de Gobiwoestijn. Een exacte cladistische analyse van de soort is nooit gepubliceerd maar een verwantschap is gesuggereerd met Velociraptor; aan de andere kant wijst de meer oorspronkelijke vorm van de staart op een meer basale positie.